# 福島県道173号東館停車場線
福島県道173号東館停車場線（ふくしまけんどう173ごう ひがしだてていしゃじょうせん）は、福島県東白川郡矢祭町にある一般県道である。
JR水郡線東館駅から国道118号に至る延長わずか53 mの路線。

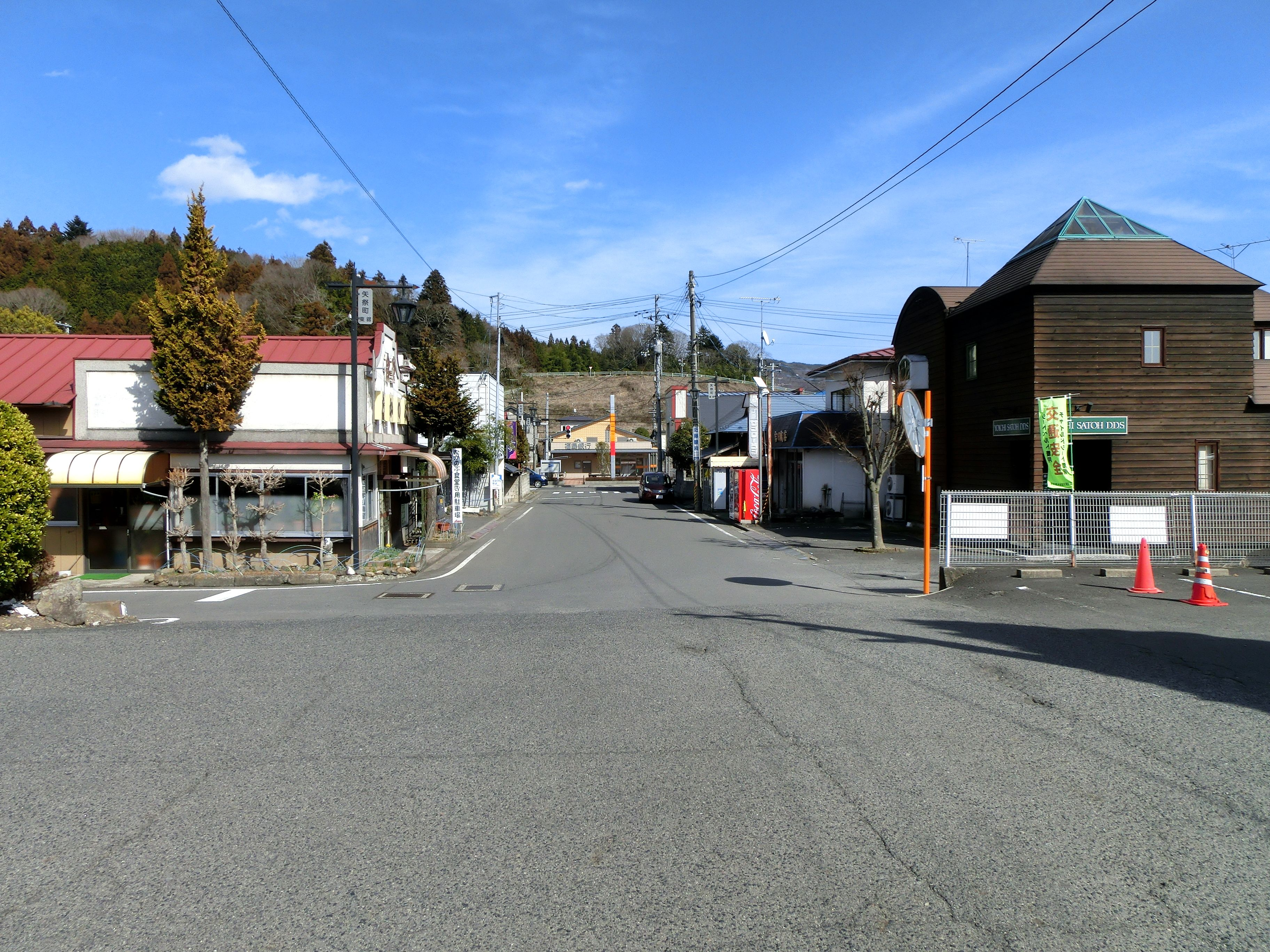
全景（東館駅前）

## 路線概要
- 起点：福島県東白川郡矢祭町東舘字石田（JR水郡線 東館駅前）
- 終点：福島県東白川郡矢祭町東舘字石田
- 総延長：53 m[1]
  - 実延長：53 m[1]
- 路線認定年月日：1959年8月31日[2]

福島県の県道の路線延長別では、福島県道161号久之浜停車場線、福島県道220号会津高田停車場線に次ぎ3番目に短い。

## 通過する自治体
- 福島県
  - 東白川郡矢祭町

## 接続・交差する道路
- 国道118号（東舘字石田 終点）

## 沿線
- 矢祭もったいない図書館
- JR水郡線 東館駅